# Franco Fontana (calciatore 1938)
Franco Fontana (Vercelli, 10 luglio 1938) è un ex calciatore italiano, di ruolo difensore.

## Carriera
Debutta in Serie C nel 1957 con la Pro Vercelli, con la quale gioca per due stagioni, e nel 1959 passa al Brescia, con la cui maglia totalizza 30 presenze nel suo primo campionato di Serie B.
Dopo altri due anni in Serie C con Siena e Varese, viene ceduto al Cosenza, dove disputa due campionati di Serie B per un totale di 71 presenze e 4 reti, ed un altro campionato di Serie C.